# Thanmoia ceracrifucosa
Thanmoia ceracrifucosa är en insektsart som beskrevs av Sergey Storozhenko 1992. Thanmoia ceracrifucosa ingår i släktet Thanmoia och familjen gräshoppor. Inga underarter finns listade i Catalogue of Life.